# بئر قلعة

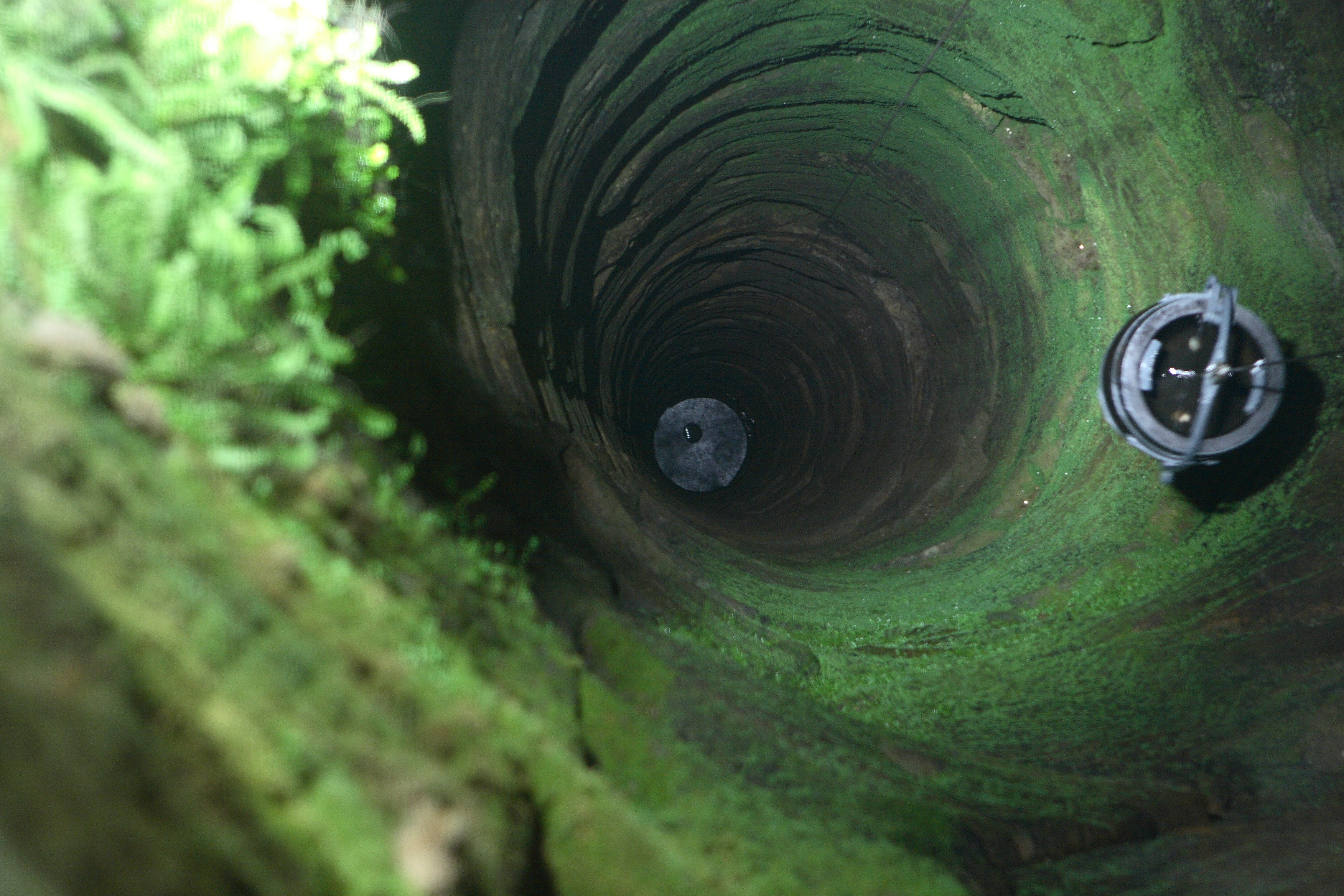
بئر في قلعة كونيجشتاين

بئر القلعة أو بئر القصر هو بئر ماء مبني لتزويد مياه الشرب لقلعة ما مع مرفقاتها. كانت عملية حفر البئر وبناؤه أكثر العمليات المكلّفة والمستهلكة للوقت عند بناء القلعة، فكان يأخذ بناؤه فترة زمنية طويلة قد تمتد إلى عدّة عقود.
البئر -أو كما هو الحال في أي خزان أرضي متوفر- يُوفّر مصدر ماء عذب آمن للقلعة وحاميتها في وقت السلم وفي وقت الحرب، وكذلك لأي مواطن يبحث عن ملجأ أثناء فترات الحصار. في العصور الوسطى، الآبار الخارجية كانت غالباً ما تُسمّم بالأجساد المتحللة لإجبار الحامية على الاستسلام. ولكن الآبار المتواجدة بداخل القلعة لا يُمكن تسميمها من الخارج. 

## البناء
من المهم حفر الآبار بمستوى عمق مناسب للوصول إلى أقرب مصدر مائي يحتوي كمية كافية من المياه، يعتمد العمق على ارتفاع القلعة ومستوى المياه الجوفية. وكانت إحدى أكبر الصعوبات أثناء بناء القلاع عند التلال هو ارتفاع القلعة عن مستوى الماء. إضافةً إلى ذلك فقد كان الحفّارون آنذاك يُعانون من مشكلة نقص الأكسجين مع نزولهم إلى مستويات أدنى في الحفر.
لتزويد الحفارين بالهواء النقي أثناء البناء، فإنه كان يُبنى جدار فاصل غالباً ما يكون من الخشب خلال محفر البئر، وتُحشى أي فجوة بالقش والرّقع لجعله حاوٍ للهواء بأكبر قدر ممكن. وفوق الجدار الفاصل تُوقد نار لسحب الهواء ومن ثم تجديده خلال أنبوب على شكل U. 

## كتب
- Axel W. Gleue: Wie kam das Wasser auf die Burg - Vom Brunnenbau auf Höhenburgen und Bergvesten. 1st edn., Verlag Schnell und Steiner, Regensburg, 2008, (ردمك 978-3-7954-2085-7).